# Кальє

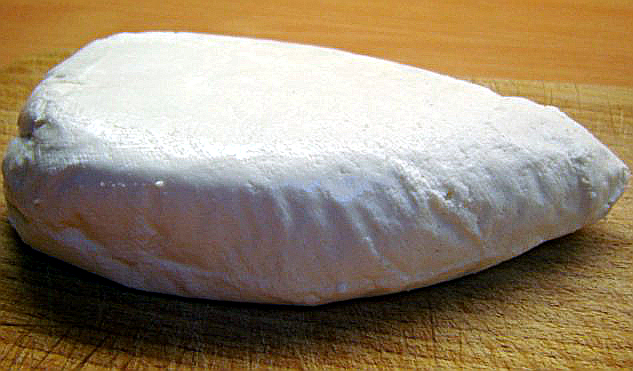

Кальє (від фр. caillé) — желеподібний згусток, який утворюється при осадженні молока (звурдження) закваскою або сичужним ферментом і служить основою для виробництва різних видів сиру.
Згортання казеїну в молоці відбувається під дією молочнокислих бактерій або сичужного соку. Вурдження можуть викликати й інші кислі продукти: лимонний сік, оцет. Тривалість згортання залежить від технології отримання кінцевого продукту (сорту сиру). Крім згустку, при згущенні утворюється також молочна сироватка.
На те, щоб згусток вийшов твердішим, а не масляної консистенції, впливають такі чинники, як якість молока, кількість сичужного ферменту і кислотність. Сировари засолюють сичужний згусток, вивантажують у мішечки, пресують, дроблять і дають дозріти.
Сирне зерно (фр. fromage en grains), традиційний інгредієнт страв квебекської кухні, є прикладом кальє.